# ライバル!
「ライバル!」は、松本梨香の9作目のシングル。1999年3月25日にピカチュウレコードから発売された。

## 概要
- 前作「VIVA ヨコハマ」から4ヶ月ぶりのシングル。
- 表題曲は自身が声優として主演を務めるテレビアニメ『ポケットモンスター』の2代目オープニングテーマに使用された。アニメのタイアップを手掛けるのは「めざせポケモンマスター」以来2作ぶりとなった。
- カップリング1曲目は同アニメの5代目エンディングテーマ。また、松本の主演する『ポケットモンスター』シリーズの最終話にあたる『ポケットモンスター めざせポケモンマスター』第11話でもエンディングテーマとして再起用された[1]。
- 収録曲全てが『ポケットモンスター』関連の楽曲で統一されている。また、松本のシングルであるが、カップリング3曲目と4曲目には松本は参加していない。
- オリコンチャート初登場13位を獲得。2作ぶりの圏内入りと、トップ20入りを果たした。

## 収録曲
1. ライバル! [3:58]
歌：松本梨香
作詞：戸田昭吾、作曲・編曲：たなかひろかず、コーラスアレンジ：河野陽吾
2. タイプ:ワイルド [3:29]
歌：松本梨香
作詞：戸田昭吾、作曲・編曲：たなかひろかず
3. Hey!ピカチュウ [4:16]
歌：ニャース+ピカチュウ
作詞：戸田昭吾、作曲・編曲：たなかひろかず
4. ポケモンサンドイッチ [3:06]
歌：イマクニ?
作詞：戸田昭吾、作曲・編曲：たなかひろかず
5. ライバル! (カラオケ) [3:57]

## 参加ミュージシャン
- 松本梨香：Vocal (#1,2)

Support Musician
- ニャース（CV:犬山犬子）：Vocal (#3)
- ピカチュウ（CV:大谷育江）：Voice (#1)、Vocal (#3)
- イマクニ?：Vocal (#4)
- 古川望：Acoustic Guitar (#1,2,3,5)、Electoric Guitar (#1,2,4,5)
- 今剛：Slide Guitar (#1,5)
- 渡部チェル：Organ (#1,5)、Manipulator (#3,4)
- 中西康晴：Piano & Keyboards (#2)
- たなかひろかず：Piano (#3)
- 渡辺直樹：Bass (#1,5)
- 青木智仁：Bass (#2)
- 山木秀夫：Drums (#1,2,5)
- 八木のぶお：Harmonica (#2)
- 河野陽吾：Chorus (#1)
- 遠藤正明：Chorus (#1)
- カメックス（CV:石塚運昇）：Voice (#1)
- リザードン（CV:三木眞一郎）：Voice (#1)

## カバー
タイプ：ワイルド
『ポケットモンスター サン&ムーン』の5代目エンディングテーマとして前山田健一のアレンジ、プロデュース、コーラス(ヒャダイン名義)にて中川翔子が歌唱。『ポケモンの家あつまる?』いる共演しているあばれる君と大谷凜香がコーラスとして参加している。『風といっしょに』(小林幸子＆中川翔子)カップリングとして収録。

## タイアップ
- テレビ東京系列アニメ『ポケットモンスター』2代目オープニングテーマ (#1)
- 東宝配給アニメ映画『劇場版ポケットモンスター 幻のポケモン ルギア爆誕』オープニングテーマ (#1)
- テレビ東京系列アニメ『ポケットモンスター』5代目エンディングテーマ (#2)